# سن وي
سن وي هو مبارز بالسيف صيني، ولد في 27 أكتوبر 1992 في شوزهو في الصين.

## وصلات خارجية
- سن وي على موقع الاتحاد الدولي للمبارزة (الإنجليزية)
- سن وي على موقع اللجنة الأولمبية الدولية (الإنجليزية)
- سن وي على موقع أوليمبيديا (الإنجليزية)
- سن وي على موقع اللجنة الأولمبية الصينية (الإنجليزية)